# Эш-сюр-Сюр
Эш-сюр-Сюр (люкс. Esch-Sauer, фр. Esch-sur-Sûre) — коммуна в Люксембурге, располагается в округе Дикирх. Коммуна Эш-сюр-Сюр является частью кантона Вильц. В коммуне находится одноимённый населённый пункт.
Население составляет 281 человек (на 2008 год), в коммуне располагаются 155 домашних хозяйств. Занимает площадь 6,76 км² (по занимаемой площади 115 место из 116 коммун). Наивысшая точка коммуны над уровнем моря составляет 495 м. (27 место из 116 коммун), наименьшая 267 м (78 место из 116 коммун).

## Достопримечательности

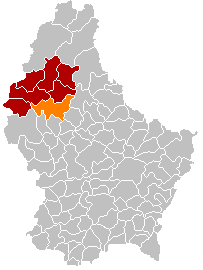
Оранжевый цвет - коммуна Эш-сюр-Сюр, красный - кантон Вильц.

- Замок Эш-Зауэр